# Burg Lindau

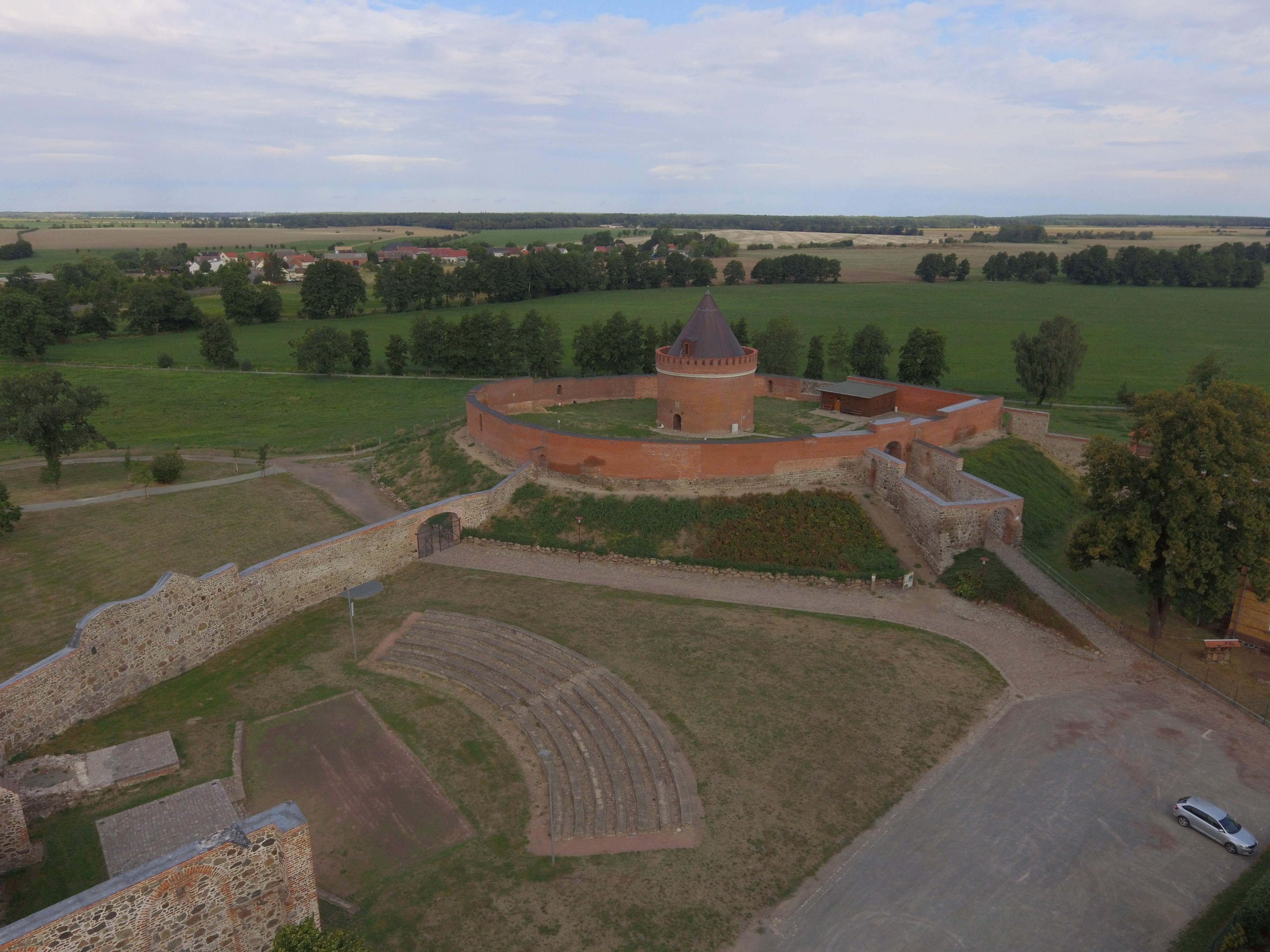
Hauptburg von Süden

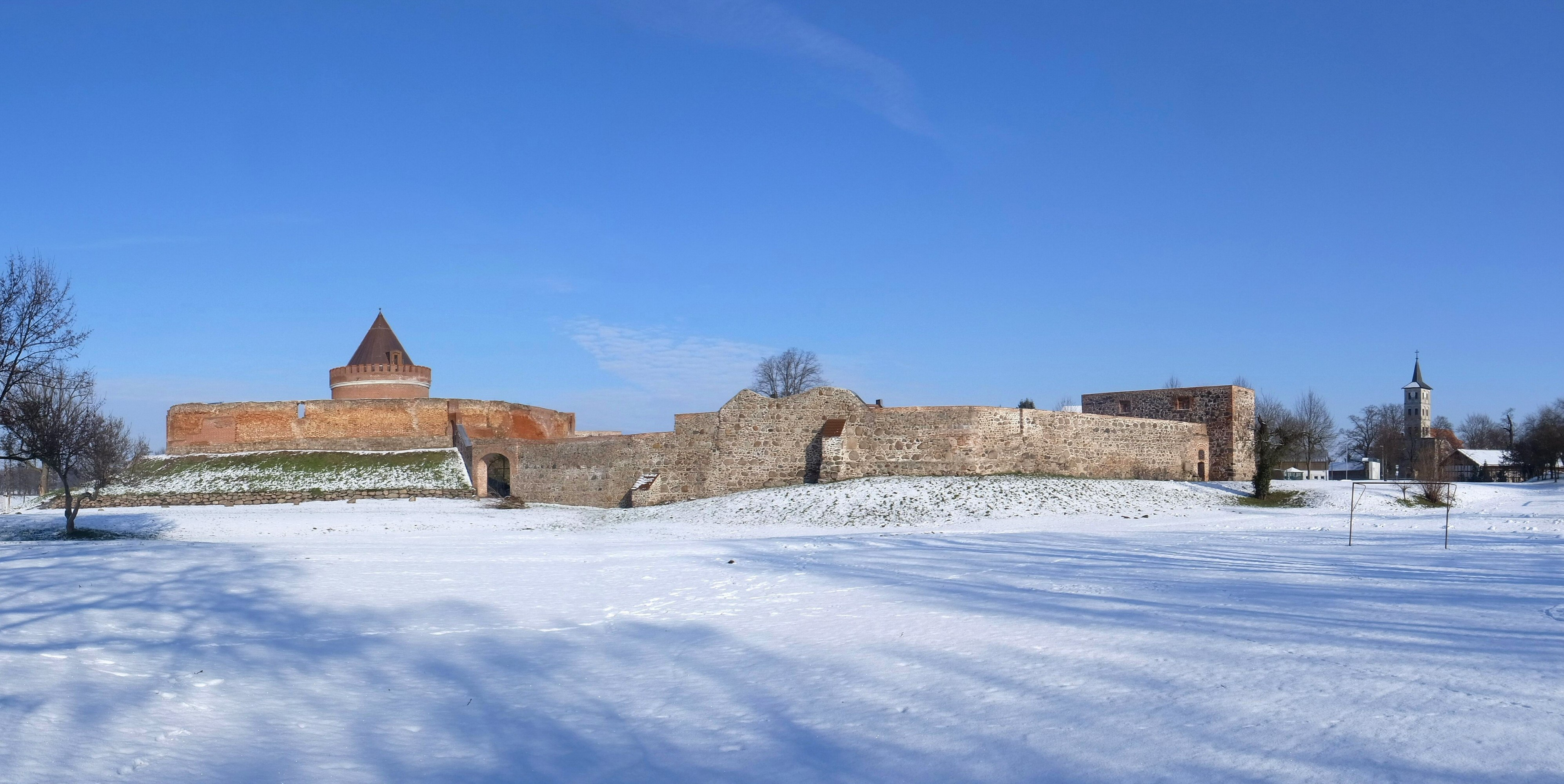
Hauptburg links, Teil der Vorburg rechts

Die Burg Lindau an der Nuthe ist die Ruine einer Niederungsburg vom Typus einer Turmhügelburg (Motte) auf einem in ein früheres Sumpfgelände reichenden Sandsporn nahe der Stadt Lindau im Landkreis Anhalt-Bitterfeld in Sachsen-Anhalt.

## Geschichte
Vermutlich ist die Burg im 9. bis 10. Jahrhundert gegründet worden, worauf Funde slawischer Scherben hindeuten. 1179 wurde die Burg unter dem Herren Evererus von Lindau erstmals urkundlich erwähnt. Den Landbewohnern diente die Burg beim Herannahen von Feinden selbst noch während des Dreißigjährigen Krieges als Fluchtburg. Im 15. Jahrhundert wurde die Burg ausgebaut. Nach dem neuzeitlichen Verfall der Burg wurde der Burgturm 1863 in der Zeit der askanischen Restauration durch Herzog Leopold Friedrich erneuert.

## Anlage
Die Burganlage auf einem steil nach Westen und Norden abfallenden Abhang zur Nuthe verfügte über eine Hauptburg mit zentral gelegenem Bergfried und eine durch einen großen Abschnittsgraben abgetrennte Vorburg. Haupt- und Vorburg waren durch eine Zugbrücke verbunden. Die aus Ziegelsteinen bestehende Umfassungsmauer der Oberburg und der runde, zwölf Meter starke Bergfried mit 2,6 Meter dicker Mauer sowie das doppelte Eingangstor sind noch gut erhalten. Weiterhin befindet sich nach Westen ein gut erhaltener, mehrere Meter hoher Vorwall.